# Mid-City (Los Angeles)
Pour les articles homonymes, voir Mid-City.
Mid-City est un quartier de Los Angeles, en Californie.

## Présentation
Le quartier se situe dans le centre de Los Angeles (Central L.A). Il est délimité au nord par les quartiers de Carthay et Mid-Wilshire, à l'ouest et au nord-ouest par Beverlywood et Pico-Robertson, à l'est par Arlington Heights. 
La ville de Culver City et le quartier angelin de West Adams sont situés au sud du quartier ; Palms est quant à lui au sud-ouest.
En 2008, Mid-City comptait 55 016 habitants.